# North Carolina Arboretum

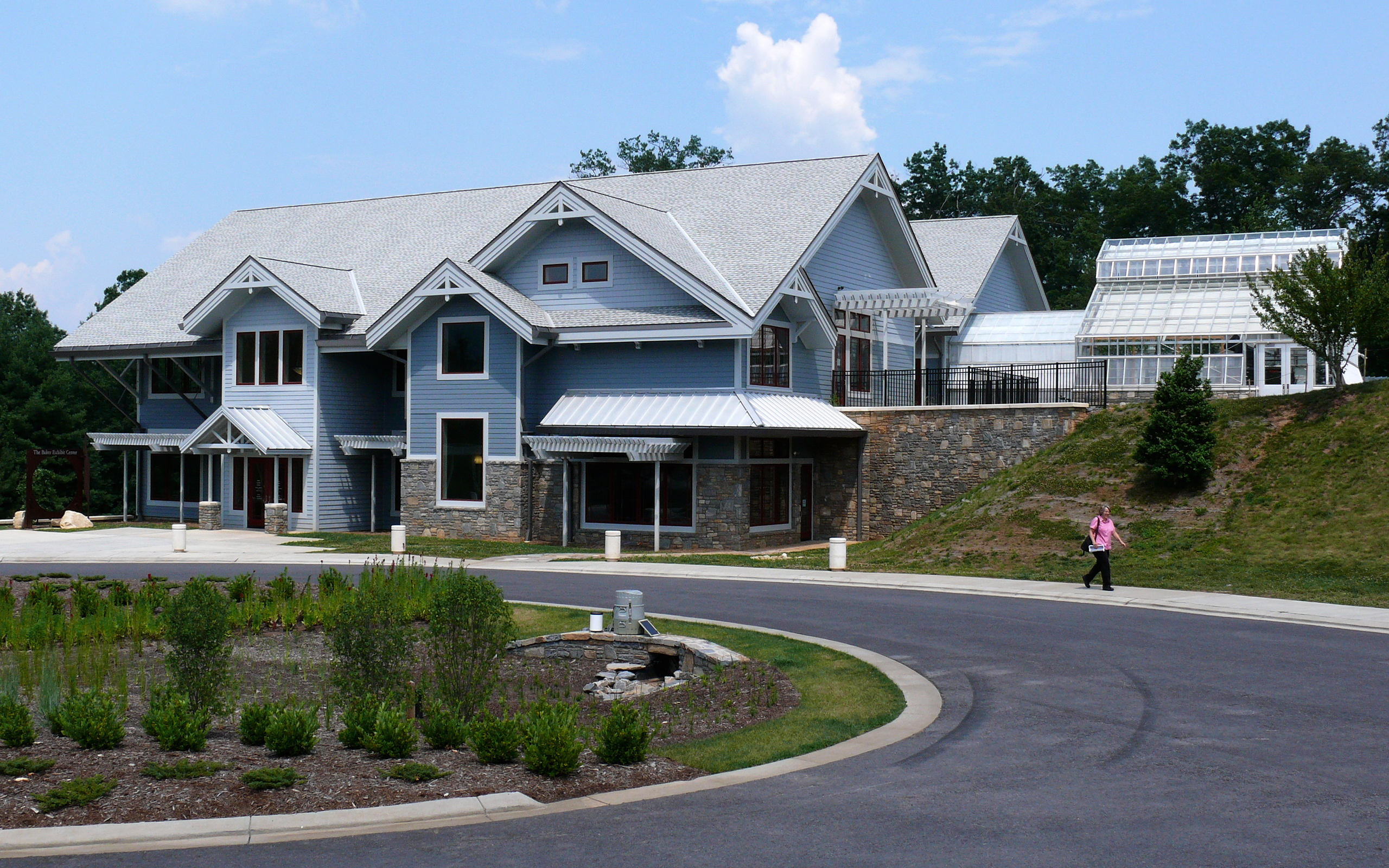
Baker Exhibit Center

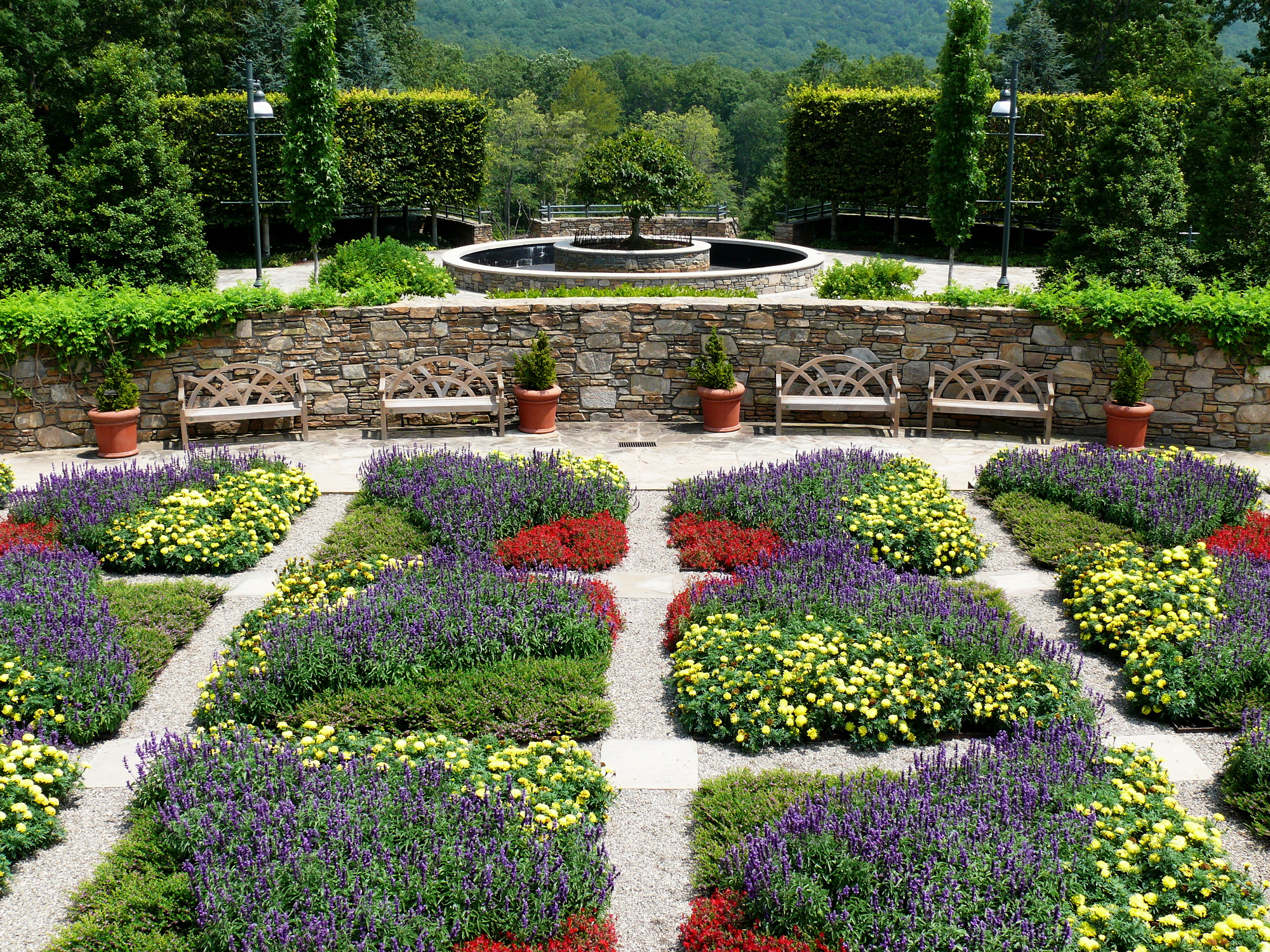
Quilt Garden

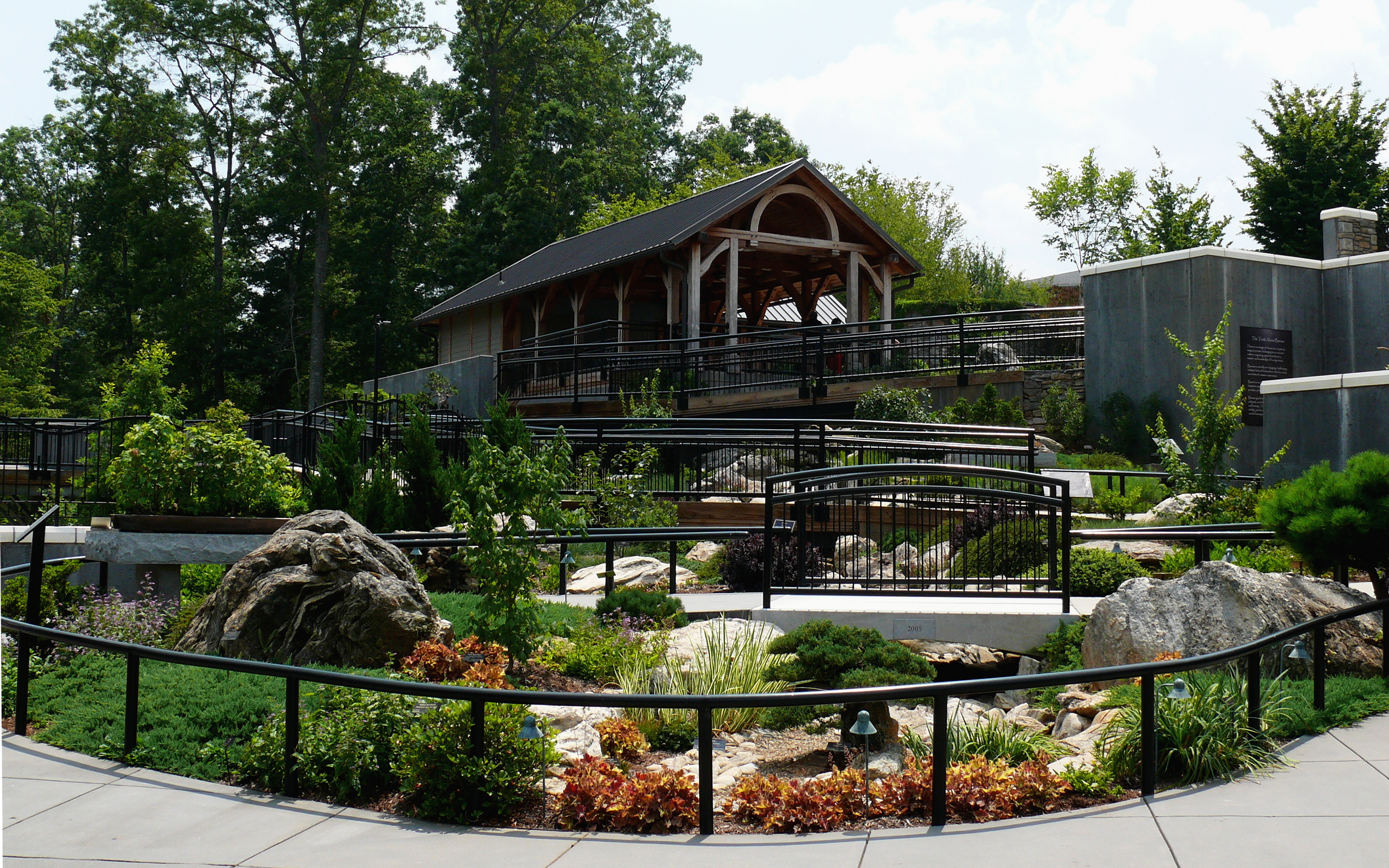
Bonsai Exhibition Garden

Het North Carolina Arboretum is een arboretum in Asheville (North Carolina). De tuin is in 1986 opgericht als faciliteit van de University of North Carolina. De oppervlakte is 175 ha. Hiervan is 151 ha natuurlijke vegetatie. Op 24 ha worden planten gekweekt. Er is 16 km aan wandel- en fietspaden.
Het arboretum is aangesloten bij organisaties als de American Public Gardens Association, Botanic Gardens Conservation International, Center for Plant Conservation en de Plant Conservation Alliance.

## Onderdelen van het arboretum
De 'Quilt Garden' is een tuin met planten die in divers gekleurde quiltpatronen zijn geplant. Het arboretum staat bekend om zijn bonsaicollectie die in de 'Bonsai Exhibition Garden' is te aanschouwen. De 'Heritage Garden' is een tuin die is gewijd aan de cultuur, horticultuur, handwerk en daarmee geassocieerde planten van de zuidelijke Appalachen. De Stream Garden is een tuin met een waterstroom en daarbij horende planten. De 'Plants of Promise Garden' is een tuin met planten die geëvalueerd kunnen worden voor gebruik in de regio. De 'Cliff & Betty Dickinson Holly Garden' is een tuin met Ilex-soorten. De 'National Native Azalea Collection' is een collectie van Azalea/Rhododendron-soorten. De 'Plant Professional Landscape Garden' is een tuin waar sierplanten worden getest en onderzocht

## Faciliteiten
Het arboretum heeft een café en een geschenkenwinkel. Er is een educatief centrum met een bibliotheek. Het Baker Exhibit Center is een tentoonstellingsgebouw met onder meer tentoonstellingen van kunst en handwerk en een tentoonstellingskas. Het arboretum heeft een kwekerij waarin planten voor de diverse tuinen worden opgekweekt.
Het arboretum huisvest het Bent Creek Institute (BCI), waar onderzoek wordt gedaan naar geneesmiddelen van natuurlijke oorsprong.